# Universidad de Grecia Central
La Universidad de Grecia Central (en griego: Πανεπιστήμιο Στερεάς Ελλάδας) es una universidad pública ubicada en Lamia. Se fundó en 2003y está formada por 2 departamentos (departamento de Informática médica y departamento de desarrollo económico regional).